# Ermskanal mit Auwald
Das Gebiet Ermskanal mit Auwald ist ein flächenhaftes Naturdenkmal auf dem Gebiet der Gemeinde Neckartenzlingen im Landkreis Esslingen in Baden-Württemberg.

## Kenndaten
Das Naturdenkmal wurde mit Verordnung vom 20. Februar 1995 unter dem Namen Ermskanal mit Auwald ausgewiesen.

## Lage und Beschreibung
Das Naturdenkmal liegt am Ermskanal zwischen Neckartenzlingen und Bempflingen. Es handelt sich um einen Auwald am inzwischen stillgelegten Kanal der Erms und den Ermsabschnitten ober- und unterhalb des Stauwehrs für den Kanalabzweig.
Das Naturdenkmal überlagert sich mit einem von 4 Teilgebieten des Landschaftsschutzgebietes Neckar-, Erms- und Autmuttal im Verwaltungsraum Neckartenzlingen sowie einem von 3 Teilgebieten aus der Offenland-Biotopkartierung Baden-Württemberg, dem
Biotop Begleitgehölze an der Erms südöstlich Neckartenzlingen mit der Biotopnummer 174211166353.
Vollständig innerhalb des Naturdenkmals befindet sich das Biotop Erms unterhalb Kläranlage NW Bempflingen mit der Biotopnummer: 274211164142 aus der Waldbiotopkartierung Baden-Württemberg.

## Flora und Fauna
Laut Biotopkartierung kommen die folgenden Arten im Gebiet vor: Grasfrosch, Bachforelle,
Berg-Ahorn, Giersch, Weißes Straußgras, Knoblauchsrauke, Schwarz-Erle, Grau-Erle, Fieder-Zwenke, Wald-Zwenke, Rotfrüchtige Zaunrübe,
Wald-Segge, Gewöhnliche Waldrebe, Roter Hartriegel, Gemeine Hasel, Eingriffeliger Weißdorn, Gewöhnliches Knäuelgras, Zottiges Weidenröschen,
Gewöhnlicher Spindelstrauch, Rotbuche, Riesen-Schwingel, Mädesüß, Gemeine Esche, Gewöhnliche Goldnessel, Ruprechtskraut, Echte Nelkenwurz,
Gundermann, Echter Hopfen, Gefleckte Taubnessel, Gewöhnlicher Liguster, Bastard-Schwarz-Pappel, Espe, Gewöhnliche Traubenkirsche, Schlehdorn,
Stieleiche, Hundsrose, Kratzbeere, Brombeeren, Silber-Weide, Sal-Weide, Purpur-Weide, Fahl-Weide, Schwarzer Holunder, Gewöhnliches Seifenkraut,
Rote Lichtnelke, Wald-Ziest, Große Sternmiere, Große Brennnessel, Echter Baldrian.